# 朋未
朋未（ともみ）は、日本のタレント、モデル。松竹芸能所属。

## プロフィール
- 趣味：プラモデル、クラシックカー、犬と戯れること[1]
- 免許・資格：普通自動車免許[1]
- 2020年2月22日に結婚した[2]。

## 活動遍歴

### テレビ番組
- ドレミファん（テレビ岸和田）メインMC。2014年10月1日の第一回放送分より出演[いつまで?]。
- DONちち!（テレビ岸和田）第3週レギュラー。2013年5月17日の第一回放送分から2018年3月30日の最終回まで出演。
- 森脇伝説（KBS京都）
- 鴨、京都へ行く。-老舗旅館の女将日記-（フジテレビ）第5話　南条エリ役

### ラジオ
- FMちゃお(やおコミュニティ放送)「ROOKIE LEAUGE JUMP！60min」DJ (ルーキーリーグジャンプ 35期生)。2014年4月より2014年12月29日の最終回まで。
- FMちゃお(やおコミュニティ放送)「TOMO meaning RADIO」(トモミンラジオ)DJ 。2015年1月12日より[いつまで?]。

### CM
- スパワールド　2013年4月より放送開始。
- 京都タワー　2013年1月より放送開始。

### 雑誌
- アーマーモデリング 2011年10月号 に初掲載。
- アーマーモデリング 2011年11月号 - 2012年3月号 「ともみんの ちゃぶ台講座」を連載。
- アーマーモデリング 2012年6月号 「トモミンリポート」を掲載。
- フィギュア王　No.173 No.174 no.175 No.178掲載
- モデルグラフィックス（2013年8月号）「第52回静岡ホビーショー・モデラーズクラブ合同展示会リポート」

### カットモデル
- ViVi (2008年8月号、2009年2月号)
- CanCam (2008年10月号)
- ar (2008年10月号)
- PREPPY (2008年11月号)
- 髪姫 (2008年冬号)
- 大人のgirlsヘアフォト (2011年)
- BESTヘアスタイル (2011年)

他

### モデル
- pretty (2010年10月号) 読者モデル
- 楽天 utatane (2012年) レギュラーモデル

他

### 模型活動
- 「第2回 明石プラモデル甲子園」日本プラモデル工業組合賞　(2011年)
- 「スケールモデルフロンティア 航空自衛隊部門」銀賞 (2012年)
- 浜松ジオラマグランプリ　スポンサー賞受賞（2012年）
- 渋谷東急百貨店で開催された「海洋堂フィギュアワールド」にてジオラマ作品を3点を展示（2013年 5月2日-7日）
- 奥川泰弘の著書『ランドスケープ・クリエイション - Feel the Atmosphere - 』（大日本絵画）にてジオラマ作品の製作過程を紹介。

他

### イベント
- 和歌山県田辺市復興イベント(2011年) ブロガー
- スポーツニッポン「住之江競艇紹介」(2011年)
- ワンフェス軍服ショー (2011年10月、2012年3月)
- 香川県PRイベント（2012年）ブロガー

他

### その他
- 全国ヘアランキング総合5位（2012年）
- IBFメイクアップフォトコンテスト準グランプリ（2012年）